# El Pontón
El Pontón es la pedanía más cercana a Requena, a unos 3 kilómetros. Está situada en el cruce de la carretera de Almansa (N-330) con la de Albacete (N-322), y también nace desde aquí la carretera de La Vega. El Pontón es por tanto una de las aldeas mejor comunicadas, y eso hace que su futuro esté más que asegurado. Contaba con 469 habitantes censados en 2023 según los datos oficiales del INE. Durante los meses de verano la población crece considerablemente, con gente venida desde fuera.
El Pontón cuenta con varios pequeños comercios, una gasolinera, bares, e incluso también con algo que sus habitantes han consolidado en los últimos años: se trata de un Centro Social que se ha convertido en un lugar de encuentro para los pontoneros de todas las edades, sobre todo los fines de semana. El Centro Social dispone de un servicio de bar y, en el exterior, una pequeña zona ajardinada con columpios para los niños y un campo de baloncesto.
Las fiestas principales de El Pontón son en honor de su patrona, la Virgen del Carmen, y se celebran desde el 8 al 17 de julio.